# N-(1,3-Dimethylbutyl)-N′-phenyl-p-phenylendiamin
N-(1,3-Dimethylbutyl)-N′-phenyl-p-phenylendiamin (6PPD) ist eine organische Verbindung, welche als Ozonschutz- oder Antioxidationsmittel zu 0,4 bis 2 % in Autoreifen beigemischt wird.
Mit der Oxidation von 6PPD zu 6PPD-Chinon (6PPD-Q) wird das Ozon beziehungsweise der Sauerstoff neutralisiert und damit der Reifengummi vor Alterung und Versprödung geschützt.

## Gewinnung und Darstellung
6PPD kann leicht durch Reduktive Aminierung von MIBK und ADA gewonnen werden.

## Umwelteffekte
Durch den Reifenabrieb gelangt 6PPD bzw. 6PPD-Q in die Umwelt. Ersteres wird durch in der Luft vorhandenes Ozon in ein Chinon-Analogon oxidiert:
6PPD-Chinon wird bei Starkregen in hohen Konzentrationen in offene Gewässer gespült und wirkt dort tödlich auf Salmonidae wie Silberlachse, Bachsaiblinge und Regenbogenforellen. Andere Fischarten – auch der nahe verwandte Ketalachs – und Krebstiere sind dagegen nur wenig empfindlich. Im Fadenwurm Caenorhabditis elegans treten bei in der Umwelt auftretenden Konzentrationen neurotoxische Effekte auf.
Die veröffentlichten, letalen Konzentrationen liegen bei:
- Silberlachs: LC50 = 0,095 µg/L
- Bachsaibling: LC50 = 0,59 µg/L
- Regenbogenforelle: LC50 = 1,0 µg/L

## Humanexposition
6PPD und 6PPD-Q treten verbreitet in menschlichem Urin auf.

## Stereochemie
Der angewendete Stoff liegt als Racemat, also als 1:1-Gemisch aus (R)- und (S)-Enantiomer, vor.

(R)-Enantionmer
(S)-Enantionmer